# Porotrichum madagassum
Porotrichum madagassum är en bladmossart som beskrevs av Kiaer och Bescherelle 1880. Porotrichum madagassum ingår i släktet Porotrichum och familjen Neckeraceae. Inga underarter finns listade i Catalogue of Life.